# Kein Pardon – Das Musical
Kein Pardon – Das Musical ist ein deutsches Musical aus dem Jahr 2011. Das Musical basiert auf dem gleichnamigen Film „Kein Pardon“ (Regie: Hape Kerkeling) aus dem Jahr 1993. Das Musical, eine Satire über die Medienwelt, hatte seine Welturaufführung am 12. November 2011 im Capitol Theater (Düsseldorf) und lief dort bis Dezember 2012. Das Buch der Musicalkomödie stammt aus der Feder von Comedian Thomas Hermanns, der gemeinsam mit Kerkeling auch die Idee zum Musical entwickelte. Die Musik wurde von Achim Hagemann komponiert, einige Songs stammen von Thomas Zaufke. Regie führte Alex Balga. Das Bühnenportal des Stückes erinnert an einen Fernseher aus den 1960er Jahren, gemischt mit „Ruhrpott“-Charme. Die Lieder reichen vom Broadway-Sound bis zu Rock- und Popklängen, darunter 15 neue Songs.

## Inhalt
Irgendwo im Ruhrgebiet wohnt Peter Schlönzke (Ende zwanzig) noch bei seiner Mutter – genau wie seine weinerliche Oma und sein grantiger Opa. Gemeinsam betreibt Familie Schlönzke einen Schnittchenservice, der sowohl Kindergeburtstage als auch Beerdigungen mit Leberwurst- und Käsehäppchen beliefert. Völlig talentfrei gerät Peter Schlönzke an die Rolle des „Lustigen Glückshasen“ in seiner Lieblingsshow, wird plötzlich selbst zum Fernseh-Star und übernimmt die Moderation der Sendung. In kürzester Zeit entwickelt er die gleichen Starallüren wie sein Vorgänger und Idol Heinz Wäscher und schikaniert seine Mitmenschen. Er verliert nach und nach den Kontakt zu seiner Familie, und das Verhältnis zu Freundin Ulla ist gespannt. Als Kritik wegen sinkender Einschaltquoten aufkommt, wird er gefeuert. Ein kleines Mädchen, das einmal einen Talentwettbewerb gewonnen hatte, tritt an seine Stelle.

## Stückfassungen
Während der Düsseldorfer Inszenierung gab es kleinere Anpassungen im Ablauf der Musiknummern. Der Song Lasst Heinz ran wurde in der zweiten Fassung in den ersten Akt verschoben. Nimm mich heut Nacht wurde zu einem Soloauftritt von Uschi Blum umgestaltet anstatt eines Duettes mit Peter Schlönzke. Zudem wurden einige Dialoge neu gefasst: In der Schlussszene fehlt Ullas Hinweis auf die Homosexualität Peters sowie in der Klingelsturm-Szene die Erwähnung von Lingam und Yoni.
2017 folgte die Erstaufführung des Musicals in einer Stadttheater-Version an der Musikalischen Komödie Leipzig unter der Regie von Thomas Hermanns. Dafür wurde die Handlung leicht angepasst und die Partitur für großes Orchester eingerichtet. Die Arrangements von Heribert Feckler wurden orchestriert von Damian Omansen. Die Nummer Bottrop Beach und die Figur des Hardy Loppmann wurden in dieser Fassung ersatzlos gestrichen.

## Musikalische Nummern
Erster Akt
- Ouvertüre – Instrumental
- Bottrop Beach – Peter, Ensemble[Anm. 1]
- Kumpel Nummer Eins – Peter
- Witzigkeit Kennt Keine Grenzen – Heinz Wäscher, Ensemble
- Käffchen!?[2] – Karin, Ensemble
- Biene Maja
- Bottrop Beach (Reprise) – Hilde Schlönzke, Oma Schlönzke, Peter[Anm. 2]
- Fernsehland – Ensemble
- Klingelsturm – Ulla, Peter
- Unser Heinz – Hilde, Oma, Tante Irmgard, Bertram, Doris, Walter
- Kumpel Nummer Eins (Reprise) – Peter
- Witzigkeit Kennt Keine Grenzen (Reprise) – Heinz Wäscher, Peter, Ensemble
- Lass Heinz Ran! - Heinz Wäscher, Ensemble[Anm. 3]

Zweiter Akt
- Entr'acte – Instrumental
- Ab Jetzt Ein Star – Doris, Ensemble
- Wild Und Frei[3] – Ulla, Peter
- Mein Sohn Ist Beim Fernsehen – Hilde, Oma, Peter
- Ab Jetzt Ein Star (Reprise) – Ensemble, Peter
- Mein Sohn Ist Beim Fernsehen (Reprise) – Hilde, Oma
- Nimm Mich Heut Nacht – Uschi Blum[Anm. 4]
- Kein Pardon – Peter, Hilde
- Dat Wär Doch Gelacht – Opa Schlönzke
- Willkommen Beim Fernsehen – Peter, Ensemble
- Das Ganze Leben Ist Ein Quiz / Finale – Ensemble

Anmerkungen
1. ↑  in der Leipziger Inszenierung gestrichen
2. ↑  in der Leipziger Inszenierung gestrichen
3. ↑  in der Uraufführungsfassung erst im zweiten Akt nach Ab Jetzt Ein Star
4. ↑  in der Uraufführungsfassung im Duett mit Peter Schlönzke

## Charaktere
- Peter Schlönzke: gehört zum Typ „sympathischer Versager“. Er wohnt noch in seinem Kinderzimmer und träumt heimlich von einer Karriere als Fernsehmoderator. Als er beim Talentwettbewerb der Show „Witzigkeit kennt keine Grenzen“ scheitert, ergattert er immerhin einen Job als Kabelträger, der ihm später zum Aufstieg zum Show-Moderator verhilft.
- Heinz Wäscher: ist Moderator von Peters Lieblingsfernsehshow „Witzigkeit kennt keine Grenzen“ und zudem ein Wichtigtuer mit Starallüren, der Peter bei seinem Job als Kabelträger zum Ausrasten bringt.
- Hilde Schlönzke: ist Peters Mutter und betreibt mit ihrer Familie einen Schnittchenservice. Sie ist sehr stolz auf ihren Sohn und unterstützt ihn, seinen Traum von einer Fernsehkarriere zu verwirklichen.
- Hilma Schlönzke: ist Peters Oma. Sie ist eine weinerliche Person, hilft ihrer Tochter aber bei deren Schnittchenservice und ist stolz auf ihren Enkel.
- Hermann Schlönzke: ist Peters Opa und immer grantig und schlecht gelaunt.
- Ulla: wird eine Freundin von Peter. Sie arbeitet als Tontechnikerin beim Fernsehen und verhilft ihm nach der Talentshow zu einem Job als Kabelträger bei „Witzigkeit kennt keine Grenzen“.
- Bertram: ist Regisseur bei „Witzigkeit kennt keine Grenzen“ und schmiert Heinz Wäscher – und später auch Peter – Honig um den Mund, um sie bei Laune zu halten.
- Doris und Walter: sind gestresste Redakteure bei „Witzigkeit kennt keine Grenzen“.
- Karin: ist die „gute Fee“ bei „Witzigkeit kennt keine Grenzen“. Sie hat immer eine Kanne „Käffchen“ parat.
- Hardy Loppmann: ist Peters Sketchpartner bei „Witzigkeit kennt keine Grenzen“.
- Die kleine Bettina und ihre Mutter: Sie nehmen am Talentwettbewerb der Fernsehshow teil und werden später Peters Nachfolger als Moderatoren von „Witzigkeit kennt keine Grenzen“.
- Der lustige Glückshase: ist der heimliche Star der Show

## Beteiligte

### Ensemble
| Figur             | Inszenierung Düsseldorf | Inszenierung Leipzig ("Stadttheater-Version") |
| ----------------- | --- | --- |
| Peter Schlönzke   | Enrico De Pieri | Benjamin Sommerfeld |
| Heinz Wäscher     | Dirk Bach Roberto Blanco, Thomas Hermanns, Achim Mentzel, Tetje Mierendorf | Cusch Jung |
| Hilde Schlönzke   | Iris Schumacher | Iris Schumacher |
| Hilma Schlönzke   | Verena Plangger | Petra Welteroth |
| Ulla              | Roberta Valentini Jana Stelley | Julia Waldmayer |
| Doris             | Susanna Panzner (Cover Hilde Schlönzke) Nicole Rößler | Sabine Töpfer |
| Karin             | Claudia Dilay Hauf (Cover Doris) Fabienne Hesse | Nora Lentner Laura Scherwitzl |
| Tante Irmgard     | Heike Schmitz (Cover Doris/Hilde Schlönzke/Hilma Schlönzke) | Angela Mehling |
| Hermann Schlönzke | Wolfgang Trepper Heinz-Peter Lengkeit (Cover Heinz Wäscher) Carlo Lauber (Cover Heinz Wäscher) | Hans-Georg Pachmann |
| Bertram           | Reinhard Brussmann | Andreas Rainer |
| Walter            | Tobias Bode Timo Ben Schöfer (Cover Bertram) | Michael Raschle |
| Hardy Loppmann    | Julian Button (Cover Bertram) | - |
| Ensemble          | Arne David, Maria Einfeldt, Annika Firley, Eveline Gorter, Luise Helbig, Thomas Hohler (Cover Peter Schlönzke), Julia Lißel (Cover Ulla), Luciano Mercoli (Assistant Dance Captain), Esther Mink (Cover Karin), Richard Patrocino, Martin Planz (Cover Walter/Hardy Loppmann), Adriano Sanzo, Wolfgang Schwingler (Cover Walter/Hardy Loppmann), Benjamin Sommerfeld (Cover Peter Schlönzke), Veronique Spiteri, Kim-D. Tomaszewski (Cover Tante Irmgard), Julia Waldmeyer (Cover Ulla), Petra Welteroth (Walk-in-Cover Hilma Schlönzke) | Georg Führer, Samuel Hoppe, Uwe Kronberg, Roland Otto, Christa Paarsch, Antonia Schneider, Martina Wugk-Kratz, Ballett, Chor und Komparserie der Musikalischen Komödie Leipzig |
| Swings            | Sophie Blümel, Janine Buck (Dance Captain, Cover Karin/Tante Irmgard), Tom Dewulf, Björn Klein (Cover Walter/Hardy Loppmann), Anke Merz | - |
| Walk-In Cover     | Frank Bahrenberg (Walk-in-Cover Opa Schlönzke/Bertram), Gerhard Fehn (Walk-in-Cover Heinz Wäscher/Bertram), Paul Kribbe (Walk-In Cover Heinz Wäscher), Christiane Reichert (Walk-in-Cover Hilde Schlönzke/Doris/Tante Irmgard), Petra Welteroth (Walk-in-Cover Oma Schlönzke) | - |

Anmerkungen
1. ↑  war in dieser Rolle bereits als Zweitbesetzung in Düsseldorf zu sehen
2. ↑  Nach dem Ausscheiden von Dirk Bach im Frühjahr 2012 wurde die Rolle des Heinz Wäscher unter anderem von Thomas Hermanns, Achim Mentzel, Tetje Mierendorf und Roberto Blanco verkörpert.
3. ↑  war in dieser Rolle bereits als Zweitbesetzung in Düsseldorf zu sehen

### Kreativteam
|                      | Inszenierung Düsseldorf | Inszenierung Leipzig ("Stadttheater-Version") |
| -------------------- | --- | --- |
| Regie                | Alex Balga | Thomas Herrmanns |
| Musikalische Leitung | Heribert Feckler | Stefan Klingele Christoph-Johannes Eichhorn |
| Choreografie         | Natalie Holtom | Natalie Holtom |
| Bühnenbild           | Hans Peter Kudlich | Hans Peter Kudlich |
| Kostüme              | Mario Reichlin | Mario Reichlin |
| Arrangements         | Heribert Feckler | Heribert Feckler |
| Orchestrierung       | - | Damian Omansen |
| Licht                | Andrew Voller | Thorsten Mengel |
| Ton                  | Riccardo van Krugten | Tobias Finke, Holger Weise |
| Maske                | Sarah Kleindienst | Miriam Mendler-Benkendorf |
| Choreinstudierung    | - | Matthias Drechsler |
| Dramaturgie          | - | Christian Geltinger |
| Produzent            | Maik Klokow | - |
| Team                 | Peter Bothmann (Beleuchtungsmeister), Michael Driemler (Produktionsleitung), Michelle Escaño (Resident Director bis Februar 2012), Anne Falk (Kindermanagement), Roland Gärtner (Ton), Susanne Grimm (Requisite), Uwe Hesse (Videodesign), Murat Arici (Videodesign und Animation), Petra Hirte (Company Management), Günter Irmler (Geschäftsführung), Felix Kawamura (Videodesign), Arvid Christian Lemke (Bühnenmeister), Thomas Lürken (Ton), Silke Neuhäuser (Leitung Stage Management), Boris Neureiter (Technische Leitung), Stephan Offenhammer (Company Management), Uwe Petersen (Resident Director bis Dezember 2012), Jörg Stegert (Production Stage Manager) | Hana Burkhardt (Souffleuse), Corina Dehne (choreographische Assistenz), Christoph-Johannes Eichhorn (musikalische Vorbereitung), Susanne Fiedler (musikalische Vorbereitung), Günther Groß (Bühnentechnik), Marco Hadryan (Bühnentechnik), Julia Jantos (Tonrepetition), Kyung Hee Kim (musikalische Vorbereitung), Isabel Maté (Inspizienz), Kristin Pein (Abendspielleitung/Regieassistenz), Esther Maria Rose (Leitung Komparserie), Frank Schmutzler (Technische Leitung), Jeanine Scipio (Souffleuse), Regina Tews (Requisite) |

Anmerkungen
1. ↑  alternierend

## Auszeichnungen
- Radio Regenbogen Award 2012 (Musical 2011)[4]
- 2. Platz für Roberta Valentini beim Da Capo Musical-Award ("Beste Darstellerin Long Run" 2012) in der Rolle als Ulla
- von www.musicals.com wurde das Musical mit 5 Sternen ausgezeichnet